# Богатино
Бога́тино (болг. Богатино) — село в Кирджалійській області Болгарії. Входить до складу общини Ардино.

## Населення
За даними перепису населення 2011 року у селі проживали 110 осіб, з них 109 осіб (99,1%) — турки.
Розподіл населення за віком у 2011 році:
Динаміка населення: